# Orchestra sinfonica nazionale ceca
L'Orchestra sinfonica nazionale ceca (ČNSO) (Český národní symfonický orchestr) è un'orchestra sinfonica di Praga nella Repubblica Ceca. Fu fondata nel 1993 dal trombettista Jan Hasenöhrl. Libor Pešek è il direttore principale dell'orchestra, avendo rilevato nel 2007 il direttore americano Paul Freeman, che iniziò con l'orchestra nel 1996.

## L'Orchestra sinfonica nazionale ceca nella musica popolare
Nel 1996 l'orchestra suonò dall'album di Ulf Lundell På andra sidan drömmarna.
Quando Lotta Engberg compì 40 anni nel 2003, andò a Praga per registrare la ballata Nära livets mening con l'orchestra. La canzone è stata inclusa nell'album Kvinna & man del 2005, come l'ultima traccia.
Il 20 agosto 2003, in un Symphonic Game Music Concert a Lipsia, in Germania, l'orchestra divenne il primo interprete di musica scritta per videogiochi in diretta fuori dal Giappone.
Nel 2013 l'orchestra registrò la colonna sonora di Ennio Morricone per La migliore offerta di Giuseppe Tornatore. Nel 2015 hanno suonato con il compositore durante il suo tour per il 60º anniversario. Nel luglio 2015 Morricone ha diretto l'orchestra durante le sessioni di registrazione della colonna sonora di film di Quentin Tarantino in The Hateful Eight.